# Marco Gavio Cornelio Cetego
Marco Gavio Cornelio Cetego (en latín, Marcus Gavius Cornelius Cethegus) fue un senador romano que desarrolló su cursus honorum en el siglo II bajo los imperios de Antonino Pío, Marco Aurelio y Lucio Vero.

## Orígenes y familia
De familia natural de Verona, era hijo de Marco Gavio Esquila Galicano, consul ordinarius en 150 bajo Antonino Pío, y Pompeya Agripinila.

## Carrera
Su primer cargo conocido fue el de legado de su padre durante su proconsulado en Asia en 165 bajo Marco Aurelio, por lo que debió ser pretor poco antes. En 170, también bajo Marco Aurelio, fue designado consul ordinarius.